# Pochyta moschensis
Pochyta moschensis är en spindelart som beskrevs av Lodovico di Caporiacco 1947. Pochyta moschensis ingår i släktet Pochyta och familjen hoppspindlar. Inga underarter finns listade i Catalogue of Life.